# 大石昭忠

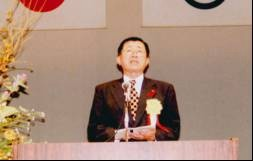
大石 昭忠 (2003)

大石 昭忠（おおいし あきただ、1942年（昭和17年）8月8日 - ）は、日本の元政治家。大分県日田市の第7代市長を務めた。

## 経歴
日田市出身。横浜国立大学経済学部卒業後、30年間にわたり安宅産業や伊藤萬などの商社で勤務。主に食品畑を歩み、その間西ドイツの駐在員や、居酒屋チェーン副社長も務めた。1991年よりシダックス取締役。1995年に日田市長に初当選。3期にわたり日田市長を務めたが、4選を目指した2007年7月29日の市長選挙で新人の佐藤陽一に大差で敗れ落選した。
2010年6月から、国際協力機構（JICA）のシニア海外ボランティアとしてアルゼンチン南部のパタゴニアに赴任した。

## 施策
就任後、職員を100人削減して440人にするなど、行政改革を推進した。

### サテライト日田問題
福岡市の溝江建設が日田市に別府競輪（大分県別府市）の場外車券売り場「サテライト日田」の建設を計画。2000年6月7日には通商産業省が設置を許可した。これに対して、6月12日に日田市長と市議会議長が別府市に設置反対の要望書を提出。6月27日には日田市議会が場外券売り場の設置には市長の同意が必要とする条例を可決し、即日施行された。これらの動きを経て、設置に反対する日田市と、設置を推進する別府市との間には対立が深まった。サテライト日田設置反対連絡会は反対署名を5万570人分を集め、別府市長に提出し、「サテライト日田設置反対」ののぼり200本を市内に設置することなどを決め、設置反対の日田市民約280人が別府市内で抗議のデモ行進を行い、設置反対を訴えるなど日田市民によるレジスタンス運動がおこなわれた。
2001年3月19日、日田市は設置許可の無効確認と取消を求め提訴。一審の大分地方裁判所は2003年1月原告適格を欠くとして却下。日田市は福岡高等裁判所に即日控訴した。この裁判において、日田市が主張した「まちづくり権」の概念は、個人には良好な環境で生活する幸福追求権（環境権）があり、地域社会にはそのような環境を作り出す「まちづくり」の権利があるとするもので、注目を集めた。その後、2003年4月には、設置見直しを表明していた浜田博が別府市長に当選。同年11月10日に別府市はサテライト日田の設置断念を発表し、日田市は訴訟を取り下げた。

### 共働き職員給料削減条例案
2006年2月7日、大石市長は、夫婦や親子などの同居する市職員について、給料を2年間にわたってそれぞれ2割削減する条例案を議会に提案する方針であることを明らかにした。この条例の対象となる市職員は33組で、削減額は計1億450万円となる。これに対して、職員や労働組合が反対。総務省も慎重な対応を求めたことから、同月27日、市長は条例案を撤回することとなった。
この給与削減案の背景には、2005年5月に日田市に5町村が編入合併し、職員数が300人増えたことや、2006年度には財源が約15億円不足し、同年度は基金の取り崩しでしのいだものの、同じペースでは基金が3年で底をつき現状の行政サービスを維持できなくなることなどがあった。